# Király Demeter
Király Demeter (Győr, 1716. – Andócs (Somogy megye), 1773. június 27.) Szent Ferenc-rendi szerzetes.

## Élete
Miután elvégezte alsóbb tanulmányait, belépett a Szent Ferenc-rendbe. A Szent Katalin zárdában 1733-ban töltötte próbaévét és 1740-ben Nagyszombatban szenteltetett föl. Azután több helyen hitszónok volt, majd Andócsra került és ott is hunyt el 1773-ban.

## Munkái
- Ad tristissiman in fidei controversiis quaestonem ubi scriptum est? Catholicorum vera Acatholicorum frivola responsio. Tyrnaviae, 1740
- Bölcsességgel gyámolétott imádság. Az az kereszt-járó napok alkalmatosságával, Istennek neve dicséretére, jónak közönséges kérésére, ártalmasnak elüzésére, öszve seregelt, egyházi szerzetes és világi rendnek buzgó könyörgése, könyörgő, esedezése, mely midőn szabad királyi Pozsony városában, szent Márton templomából, szent Klára rendén lévő apácza szűzek templomába zászlók vezetése alatt által költözve, azt ... a megnevezett szűzek templomában 1758. eszt. Pünkösd havának 3. napján élő nyelven megmagyarázta. Pozsony, 1759